# Cykling vid olympiska sommarspelen 1964
Cykling under olympiska sommarspelen 1964 i Tokyo innehöll två discipliner: landsvägscykling och bancykling. Endast herrar tävlade. 

## Resultat
14 olika grenar arrangerades och avgjordes i landsvägscykling och bancykling.

### Medaljtabell
| Pl.    | Nation                 | Guld | Silver | Brons | Totalt |
| ------ | ---------------------- | ---- | ------ | ----- | ------ |
| 1      | Italien                | 3    | 5      | 0     | 8      |
| 2      | Belgien                | 1    | 0      | 1     | 2      |
| 2      | Nederländerna          | 1    | 0      | 1     | 2      |
| 2      | Tysklands förenade lag | 1    | 0      | 1     | 2      |
| 5      | Tjeckoslovakien        | 1    | 0      | 0     | 1      |
| 6      | Danmark                | 0    | 1      | 1     | 2      |
| 7      | Sovjetunionen          | 0    | 1      | 0     | 1      |
| 8      | Frankrike              | 0    | 0      | 2     | 2      |
| 9      | Sverige                | 0    | 0      | 1     | 1      |
| Totalt | Totalt                 | 7    | 7      | 7     | 21     |

## Medaljörer

### Landsvägscykling
| Event                              | Guld                                                              | Silver                                                                     | Brons                                                                 |
| Herrarnas linjelopp Detaljer...    | Mario Zanin Italien                                               | Kjell Rodian Danmark                                                       | Walter Godefroot Belgien                                              |
| Herrarnas lagtempolopp Detaljer... | Nederländerna Bart Zoet Evert Dolman Gerben Karstens Jan Pieterse | Italien Ferruccio Manza Severino Andreoli Luciano Dalla Bona Pietro Guerra | Sverige Sture Pettersson Sven Hamrin Erik Pettersson Gösta Pettersson |

### Bancykling
| Event                                | Guld                                                                             | Silver                                                              | Brons                                                                |
| Herrarnas förföljelse Detaljer...    | Jiří Daler Tjeckoslovakien                                                       | Giorgio Ursi Italien                                                | Preben Isaksson Danmark                                              |
| Herrarnas lagförföljelse Detaljer... | Tysklands förenade lag Ernst Streng Lothar Claesges Karlheinz Henrichs Karl Link | Italien Franco Testa Cencio Mantovani Carlo Rancati Luigi Roncaglia | Nederländerna Cor Schuuring Henk Cornelisse Gerard Koel Jaap Oudkerk |
| Herrarnas sprint Detaljer...         | Giovanni Pettenella Italien                                                      | Sergio Bianchetto Italien                                           | Daniel Morelon Frankrike                                             |
| Herrarnas tandem Detaljer...         | Italien Sergio Bianchetto Angelo Damiano                                         | Sovjetunionen Imants Bodnieks Viktor Logunov                        | Tysklands förenade lag Willi Fuggerer Klaus Kobusch                  |
| Herrarnas tempolopp Detaljer...      | Patrick Sercu Belgien                                                            | Giovanni Pettenella Italien                                         | Pierre Trentin Frankrike                                             |